# Vladan Jurica
Vladan Jurica (Albanees: Vladan Gjurica) (?-1465) was een Albanese militair. Zijn roots lagen in Gjoricë, een dorpje in het prefectuur Dibër, waar hij zijn naam aan dankt. Hij was mogelijk een afstammeling van de Arianiti-dynastie.
Jurica was een van de belangrijkste compagnons van opperbevelhebber Skanderbeg in de oorlog tegen de Ottomanen. Gedurende de Slag van Vaikal in april 1465 in het zuiden van Albanië, die wel door de Albanezen gewonnen werd, werd Jurica gevangen genomen na een Ottomaanse tegenaanval op de Albanese leiders. Jurica werd naar Constantinopel gebracht en aldaar geëxecuteerd.
Slagen van Arianit (voor Skanderbeg) · Slag van Torvioll · Eerste Slag van Mokra · Slag van Otonetë · Albanees-Venetiaanse Oorlog · Eerste Slag van Oranik · Beleg van Svetigrad · Eerste Beleg van Krujë · Slag van Modrica · Eerste Slag van Meçad · Eerste Slag van Pollog · Beleg van Berat · Tweede Slag van Oranik · Slag van Ujëbardha · Italiaanse expeditie · Eerste Slag van Mokra · Macedonië-veldtocht (Tweede Slag van Mokra, Tweede Slag van Pollog, Slag van Livad) · Slag van Ohrid · Eerste Slag van Vajkal · Derde Slag van Oranik · Ballaban's veldtocht (Tweede Slag van Vajkal, Slag van Kashari) · Slag van Kumaniv · Tweede Beleg van Krujë · Derde Beleg van Krujë · Vierde Beleg van Krujë (na de dood van Skanderbeg)